# Pain amer
Pour plus de détails, voir Fiche technique et Distribution.
Pain amer (Πικρό ψωμί, Pikro psomi) est un film grec néoréaliste réalisé par Grigóris Grigoríou et sorti en 1951.
Les défauts du film ont été relevés : photographie moyenne, jeu trop théâtral et mélodramatique des acteurs, mais sa sincérité est considérée comme son meilleur atout.
Pain amer fut cependant le premier film grec à évoquer la déportation et la mort des Juifs grecs en camps de la mort. Un des personnages principaux « Archon » est par ailleurs un rescapé des camps nazis. Il est devenu muet et passe son temps, enfermé dans sa chambre à peindre des êtres et des paysages imaginaires.
Pain amer est aussi un des premiers films à tenter d'évoquer l'idéologie marxiste et à subir pour cela les foudres de la censure.

## Synopsis
La famille d'un maçon lutte pour joindre les deux bouts. Le fils aîné, Andonis, blessé par une grenade allemande pendant la guerre, est en incapacité de travailler, contraignant par ailleurs sa mère à s'occuper de lui en permanence. Le deuxième fils, Yangos, a quitté l'école pour travailler, mais son caractère fait qu'il peine à trouver un emploi stable. Le troisième fils, Fotakis, est certes très doué à l'école et considéré comme promis à un grand avenir, mais les difficultés de la famille mettent en danger son avenir scolaire. La mort du père, victime d'un accident de travail, viendra encore compliquer une situation familiale déjà bien difficile...

## Fiche technique
- Titre : Pain amer
- Titre original : Πικρό ψωμί (Pikro psomi)
- Réalisation : Grigóris Grigoríou
- Scénario : Ida Christinaki et Grigóris Grigoríou
- Société de production : Olympia Film
- Directeurs de la photographie : Joseph Hepp, Paul Faratzian, Manolis Tzanetis
- Montage : Grigóris Grigoríou et Emilios Provelengios
- Direction artistique : Michalis Kendakas
- Musique : Argyris Kounadis (el)
- Pays d'origine : Grèce
- Genre : mélodrame néoréaliste
- Format : noir et blanc
- Durée : 81 minutes
- Date de sortie : 1951

## Distribution
- Eleni Zaphiriou (en)
- Ida Christinaki
- Alekos Kouris
- Michalis Nikopoulos
- Alkis Pappas
- Stratis Floros
- Pantelis Zervos